# La muchacha del arrabal
La muchacha del arrabal es una película argentina en blanco y negro de Argentina que se estrenó en julio de 1922 en el cine Esmeralda, dirigida por José Agustín Ferreyra sobre su propio guion, protagonizada por Lidia Liss, Elena Guido, Jorge Lafuente y Ángel Boyano.

## Sinopsis
Un joven pintor que frecuenta los barrios pobres buscando motivos para sus obras se convierte en el amante de una cancionista-prostituta.

## Reparto
- Lidia Liss
- Elena Guido
- Jorge Lafuente
- Ángel Boyano
- Carlos Lassalle
- Carlos Dux

## Difusión en otros países
En 1925 la película fue exhibida en el cine Kursal de Barcelona.

## Comentarios
Al estrenarse el filme se ensayó acompañar musicalmente el filme con la ejecución del tango La muchacha del arrabal que lleva letra de Ferreyra y Leopoldo Torres Ríos y música de Roberto Firpo, realizada por la orquesta de este último ubicada en el foso del escenario. En 1923 este tango fue grabado por Carlos Gardel.
Horacio Quiroga al comentar el filme dijo que el argumento "apenas alcanza a un episodio poemático del arrabal" y que el enfoque del director no se diferencia de quienes "creyendo crear tipos, no ponen en pie sino individuos anónimos de ambiente, tomados del fondo común". Jorge Miguel Couselo recoge esta última frase y afirma que lo que Quiroga expuso como defecto es precisamente el mérito y lucidez de Ferreyra: "dar vigencia de personajes dramáticos a esos seres anónimos sin grandeza de héroes". Por otra parte, Couselo encuentra en la película rasgos autobiográficos del director, tales como la ambientación en lugares que él frecuentaba, los pintores excluidos del salón nacional, la rebeldía de una generación que trata de abrirse camino como puede.